# Lucas Puyol
Lucas Andrés Puyol Silva (Juanicó, 4 agosto 2003) è un calciatore uruguaiano, centrocampista del Juanicó.

## Carriera
Puyol è cresciuto nel settore giovanile del Rentistas ed ha debuttato in prima squadra il 1º marzo 2020 nell'incontro di Primera División perso 5-0 contro il Plaza Colonia. Nel 2023 è stato ceduto in prestito per una stagione al Potencia.
Il 27 febbraio 2024 ha lasciato definitivamente il club biancorosso per far ritorno nel club della sua città natale, il Juanicó.

## Statistiche

### Presenze e reti nei club
Statistiche aggiornate al 25 maggio 2024.
| Stagione         | Squadra          | Campionato       | Campionato | Campionato | Coppe nazionali | Coppe nazionali | Coppe nazionali | Coppe continentali | Coppe continentali | Coppe continentali | Altre coppe | Altre coppe | Altre coppe | Totale | Totale | Totale |
| Stagione         | Squadra          | Comp             | Pres       | Reti       | Comp            | Pres            | Reti            | Comp               | Pres               | Reti               | Comp        | Pres        | Reti        | Pres   | Reti   |        |
| ---------------- | ---------------- | ---------------- | ---------- | ---------- | --------------- | --------------- | --------------- | ------------------ | ------------------ | ------------------ | ----------- | ----------- | ----------- | ------ | ------ | ------ |
| 2020             | Rentistas        | PD               | 2          | 0          |                 | -               | -               |                    | -                  | -                  |             | -           | -           | 2      | 0      |        |
| 2021             | Rentistas        | PD               | 0          | 0          |                 | -               | -               | CL                 | 0                  | 0                  |             | -           | -           | 0      | 0      |        |
| 2022             | Rentistas        | PD               | 12         | 0          | CU              | 2               | 0               |                    | -                  | -                  |             | -           | -           | 14     | 0      |        |
| 2023             | Rentistas        | SD               | 6          | 0          | CU              | 0               | 0               |                    | -                  | -                  |             | -           | -           | 6      | 0      |        |
| Totale Rentistas | Totale Rentistas | Totale Rentistas | 20         | 0          |                 | 2               | 0               |                    | 0                  | 0                  |             | -           | -           | 22     | 0      |        |
| 2023             | Potencia         | SD               | 10         | 0          | CU              | 2               | 0               |                    | -                  | -                  |             | -           | -           | 12     | 0      |        |
| Totale carriera  | Totale carriera  | Totale carriera  | 30+        | 0+         |                 | 4               | 0               |                    | 0                  | 0                  |             | -           | -           | 34+    | 0+     |        |